# Teyana Taylor
Teyana Taylor (* 10. prosince 1990) je americká zpěvačka, tanečnice, herečka a modelka z okresu Harlem v New York City. Taylor vydala dvě studiová alba: VII v roce 2014 a K.T.S.E. v roce 2018.

## Diskografie
- VII (2014)
- K.T.S.E. (2018)
- The Album (2020)